# Le Sars
Le Sars é uma comuna francesa na região administrativa de Altos da França, no departamento de Pas-de-Calais. Estende-se por uma área de 5,11 km². Em 2010 a comuna tinha 174 habitantes (densidade: 34,1 hab./km²).